# 부탄의 국장

부탄의 국장

부탄의 국장은 부탄을 상징하는 문장이다. 원으로 된 국장 가운데에는 두 개의 금강저가 엇갈린 채로 놓여 있으며 금강저 아래쪽에는 연꽃이 그려져 있다.
연꽃 위에는 보석이 올려져 있으며 금강저 양쪽을 두 마리의 용이 감싸고 있다. 금강저는 세속과 종교의 조화를, 연꽃은 순수함을 의미한다.
용은 부탄이라는 국명이 티베트어 방언으로 "용의 나라"라는 뜻을 의미하며 용이 붙잡고 있는 보석은 주권을 의미한다. 원은 불교에서 언급하는 우주에 대한 개념을 뜻한다.

## 같이 보기
- 부탄의 국기
- 티베트의 문장